# 潘家儀
潘家儀（英語：Vanessa Pan，1991年7月19日—），台灣藝人、Cosplayer，藝名咖滋咪。
12歲以“野臣一美”（Kazumi Noomi）名義開始玩Cosplay，16歲作為模特兒在無名小站以“兇兇的正妹咖滋”爆紅。2013在日本以寫真女星之姿出道。2013年底拍攝美劇《The Yokai King》。

## 演藝經歷
- 2002年 開始接觸Cosplay
- 2005年 於無名小站爆紅，成為台灣網拍模特兒、外拍模特兒
- 2008年 拍攝雜誌《Cool女孩》、《FHM男人幫》、《慾望誌》等多數雜誌作品；並為品牌King Shop作代言
- 2011年 在台灣知名動漫平台卡卡洛普被封為「cosplay誘惑女王」，一天突破20000人次訂閱、當週排行第一名。
- 2012年 前往日本明治大學商學院做交換學生，在日本得到《女王之刃》代言權，正式在日本出道。
- 2010年 代言摩利數位行銷線上遊戲《封神無雙》等。
- 2013年 在日本陸續出版E-Net Frontier DVD《ヴァネッサ・パンです。》、竹書房DVD《VENUS》、Guild DVD《パンコス100%》與Hobby Japan寫真集《クイーンズブレイド THE LIVE 不思議の国の闇使い アリシア ヴァネッサ パン EDITION》，在美劇《YOKAI KING》飾演牛鬼。
- 2013年 回台創立「帆星企業有限公司」，經營虛擬藝能經紀公司「Fantasy Garden・I」，耗資新台幣七百萬元在台北市西門町長沙街二段61號开有一家地下偶像咖啡廳“夢幻莊園咖啡廳”（Fantasy Garden，已歇業）。[5]
- 2015年 帆星企業解散，旅居日本。
- 2020年 在日本成立線上課程公司「Skillive株式会社」。

## 微電影
- 2014年 《通靈拍檔》 女主角

## 代言
- 2008年 King Shop
- 2010年 線上遊戲《封神無雙》

## 外部連結
- 潘家儀的Instagram帳戶
- 潘家儀的Facebook專頁
- VanessaPan野臣一美的新浪微博
- 潘家儀的X（前Twitter）